# Самедов, Эльнур Мамед оглы
Элну́р Маме́д оглы́ Саме́дов (азерб. Elnúr Maméd oğlú Səmə́dov; род. 2 августа 1993, Астаринский район, Азербайджан) — российский боксёр-профессионал. Чемпион СНГ и славянских стран по версии WBC CISBB (2017). Чемпион России в лёгком весе среди боксёров-профессионалов (2019). Также завоевал титул WBA Continental в легком весе (2019).

## Биография
В августе 1993 года родился в Азербайджане, а в октябре уже переехал в Ноябрьск. В 2005 году начал заниматься боксом, а уже в 2007 году в возрасте 14 лет участвовал в Первенстве России по боксу среди юношей, и появились первые достижения. В 16 лет начал выступать на Всероссийских и международных турнирах. В 18 лет выполнил норматив Мастера спорта. Неоднократно побеждал на различных любительских соревнованиях.

## Профессиональная карьера
Первый свой профессиональный бой провел 19 августа 2016 года, одержав победу по очкам. Один из самых важных поединков провёл 2 февраля 2019 года против российского боксёра чеченского происхождения, бойца клуба «Ахмат», Висхана Мурзабекова. В очень ярком и напряженном бою, переломив ход встречи в свою пользу, Эльнур смог одержать победу и, завоевав титул, стал чемпионом России в лёгком весе среди боксёров-профессионалов.

## Таблица профессиональных поединков
| #  | Результат | Дата                  | Соперник                          | Место проведения                                                                        | Раунд | Метод                | Примечания                                                                                                  |
| -- | --------- | --------------------- | --------------------------------- | --------------------------------------------------------------------------------------- | ----- | -------------------- | --- |
| 12 | Победа    | 15 октября 2020 года  | Александр Подольский · Россия     | Falcon Club, Минск, Беларусь                                                            | 8/10  | Технический нокаут   | |
| 11 | Победа    | 14 ноября 2019 года   | Гонсало Омар Манрикес · Аргентина | Отель Азимут, Санкт-Петербург, Россия                                                   | 8/8   | Единогласное решение | |
| 10 | Победа    | 20 апреля 2019 года   | Айк Шахназарян · Россия           | Академия бокса Флойда Мейвезера, Жуковка, Одинцовский район, Московская область, Россия | 8/12  | Технический нокаут   | Бой за титул WBA Continental в лёгком весе                                                                  |
| 9  | Победа    | 2 февраля 2019 года   | Висхан Мурзабеков · Россия        | «Витязь», Анапа, Россия                                                                 | 10/10 | Раздельное решение   | Бой за вакантный титул чемпиона России в лёгком весе                                                        |
| 8  | Победа    | 29 сентября 2018 года | Исломжон Худжаев · Узбекистан     | Дворец спорта «Крылья Советов», Москва, Россия                                          | 6/6   | Единогласное решение | |
| 7  | Поражение | 17 марта 2018 года    | Никита Кузнецов · Россия          | Академия бокса Флойда Мейвезера, Жуковка, Одинцовский район, Московская область, Россия | 10/10 | Раздельное решение   | |
| 6  | Победа    | 27 мая 2017 года      | Дмитрий Хасиев · Россия           | Корстон Клуб, Москва, Россия                                                            | 12/12 | Единогласное решение | Бой за вакантный титул Всемирного боксерского совета СНГ и Словакского бюро бокса (WBC CISBB) в легком весе |
| 5  | Победа    | 25 марта 2017 года    | Милан Делик · Сербия              | РГК «Капитан», Анапа, Россия                                                            | 3/8   | Нокаут               | |
| 4  | Победа    | 12 февраля 2017 года  | Тарас Коваленко · Россия          | Бойцовский клуб «Бульдог», Краснодар, Россия                                            | 6/6   | Единогласное решение | |
| 3  | Победа    | 26 ноября 2016 года   | Одилжон Мирзарахимов · Узбекистан | Концертный зал «Россия», Пятигорск, Россия                                              | 6/6   | Раздельное решение   | |
| 2  | Победа    | 14 октября 2016 года  | Дмитрий Дробнов · Россия          | Корстон Клуб, Москва, Россия                                                            | 4/4   | Единогласное решение | |
| 1  | Победа    | 19 августа 2016 года  | Евгений Смелов · Россия           | Мандарин Холл, Адлер, Сочи, Россия                                                      | 4/4   | Единогласное решение | Дебютный бой                                                                                                |